# إميلي بيري (ممثلة)
إميلي بيري (بالإنجليزية: Emily Perry)‏ هي ممثلة أسترالية، ولدت في 6 يناير 1981.

## وصلات خارجية
- إميلي بيري على موقع IMDb (الإنجليزية)
- إميلي بيري على موقع قاعدة بيانات الفيلم (الإنجليزية)
- إميلي بيري على موقع كينوبويسك (الروسية)